# Макаров, Владимир Зиновьевич
Влади́мир Зино́вьевич Мака́ров (1 мая 1944) ― советский и российский учёный, географ, ландшафтовед, доктор географических наук, декан географического факультета Саратовского государственного университета имени Н. Г. Чернышевского (с 2011 года), заведующий кафедрой физической географии и ландшафтной экологии географического факультета Саратовского государственного университета имени Н. Г. Чернышевского (с 1995 года). Заслуженный работник высшей школы Российской Федерации (2010), заслуженный географ Российской Федерации (2023).

## Биография
Владимир Зиновьевич Макаров родился 1 мая 1944 года в Ершове Саратовской области. В 1961 году завершил обучение в средней школе в селе Воскресенское Саратовской области. С 1961 по 1963 годы работал на заводах города Саратова токарем, а также на кирпичном заводе выгружальщиком обожженного кирпича. В 1963 году поступил учиться на географический факультет Саратовского государственного университета. С 1964 по 1967 годы проходил действительную военную срочную службу в ракетных войсках стратегического назначения. 
В 1971 году завершил обучение с отличием на географическом факультете Саратовского государственного университета. Стал работать лаборантом на кафедрах исторической геологии и палеонтологии у профессора Н .С. Морозова и физической географии у профессора П. С. Кузнецова. В 1974 году был избран и стал работать ассистентом кафедры физической географии и ландшафтной экологии. Под руководством профессора П.С. Кузнецова завершил обучение в аспирантуре, занимался и глубоко изучал проблемы теории и методологии географической науки. 
В 1985 году в Москве в Институте истории естествознания и техники Академии наук СССР защитил кандидатскую диссертацию, на тему «Развитие ландшафтоведения в СССР (науковедческий аспект), а в 1988 году опубликовал монографию «Развитие ландшафтоведения в СССР». С 1981 года трудился в должности старшего преподавателя кафедры физическая география, с 1986 года – доцент. 
В 1995 году был избран и стал трудиться заведующим кафедрой физической географии Саратовского университета. Проходил стажировку в университетах Великобритании. В 2001 году в Санкт-Петербургском государственном университете успешно защитил диссертацию на соискание степени доктора географических наук, на тему «Теория и практика ландшафтно-экологических исследований крупных городов с применением ГИС-технологий». 
Макаров постоянный участник многих международных проектов, руководитель более 100 грантовых проектов. Является организатором и научным руководителем научно-исследовательской лаборатории урбоэкологии и регионального анализа Саратовского государственного университета. Председатель Саратовского областного отделения Русского географического общества. Автор около 200 научных работ, из них 12 монографий. Редактор журнала "Известия Саратовского университета Серия Науки о Земле», член комиссий комитета охраны окружающей среды и природопользования Саратовской области.

## Награды
- Заслуженный географ Российской Федерации (8 ноября 2023 года) — за вклад в развитие науки и многолетнюю добросовестную работу[5]
- Заслуженный работник высшей школы Российской Федерации (22 января 2010 года) — за заслуги в научно-педагогической деятельности и большой вклад в подготовку квалифицированных специалистов[6]
- «Отличник высшей школы» РФ
- Медаль "За верность авиации" (2018 год)
- Лауреат премии для научно-педагогических работников образовательных организаций высшего образования Саратовской области «Высота» (2020 год)

## Монографии и работы
- Преображенский В.С., Макаров В.З. Развитие ландшафтоведения в СССР. М., 1988. 200 с.
- Конопацкова О.М., Макаров В.З., Чумаченко А.Н. Медико-экологический анализ распространения злокачественных опухолей кожи в Саратове. Саратов Изд-во Саратовского ун-та, 2000. 92 с.
- Макаров В.З. Ландшафтно-экологический анализ крупного промышленного города / Под ред. Ю.П. Селивёрстова. – Саратов: Изд-во Сарат. ун-та, 2001. - 176 с.
- Макаров В.З., Чумаченко А.Н., Новаковский Б.А. Эколого-географическое картографирование городов. М., «Научный мир». 2002. 196 с.
- Макаров В.З., Артемьев С.А.. Еремин В.Н., Иванов А.В. и др. Саратов: комплексный геоэкологический анализ. Саратов, 2003. – 248 с.
- Макаров В.З., Чумаченко А.Н., Савинов В.А., Данилов В.А. Национальный парк «Хвалынский»: ландшафтная характеристика и географическая информационная система. Изд-во Сарат. ун-та. 2006.- 140с.
- Макаров В.З. Природные особенности и ландшафтная структура Саратовской области. //Особо охраняемые природные территории Саратовской области: национальный парк, природные микрозаповедники, памятники природы, дендрарий, ботанический сад, особо охраняемые геологические объекты. Научн. ред. В.З.Макаров. Саратов:изд-во Саратовского ун-та, 2007. С.8 -19.
- Макаров В.З., Волков Ю.В., Буланый Ю.И.. Проказов М.Ю., Мукало А. С. Уникальные степные природные комплексы Дальнего Саратовского Заволжья. // Известия Саратовского университета. Новая серия. «Науки о Земле», вып. 1, том 9, 2009. С.27-32.
- Макаров В.З., Молочко А.В.. Фролов В.А.. Чумаченко А.Н. Моделирование факторов пожароопасной ситуации на нефтесборных пунктах с использованием геоинформационных технологий.\\ Известия Саратовского университета. Новая серия. «Науки о Земле», вып.1,том 9, 2009. С. 32-38.
- Макаров В.З., Чумаченко А.Н. и др. Экономическая энциклопедия регионов России. Саратовская область. / Глав. Редкол.: Ф.И. Шамхалов (гл. ред) и др.; редкол. тома: ГОУ ВПО «Саратовский государственный социально-экономический университет», предисл. П.Л. Ипатов; НПО «Экономика». –  М.: Экономика, 2011. 511с.
- Макаров В.З. Основы градоэкологии. Ч.1. Саратов: Изд-во Сарат. ун-та, 2011. 60 с.ISBN 978-5-292-04097-2
- Саратовское Предволжье. Ландшафтная структура. история освоения. Проблемы природопользования /В.З. Макаров, А.Н. Чумаченко, В.А. Гусев и др.; Под ред. В.З. Макарова - Саратов: Изд-во-во, 2014 - 180 с.
- Полупустынное Саратовское Приузенье: структура почвенного покрова, ландшафты и проблемы природопользования / В.З. Макаров, Н.В. Пичугина. - Саратов: ИЦ "Наука", 2015. 193 с.
- Геоэкологический риск-анализ нефтянных месторождений Саратовской области с применением ГИС-технологий/ А.Н. Чумаченко, А.В. Молочко, В.З. макаров [и др.]; под Ред. А.Н. Чумаченко. - Саратов: Изд-во Сарат. ун-та, 2017 - 104 с.
- Макаров В.З. География в Саратовском университете / В.З. Макаров. - Саратов: Изд-во Сарат. ун-та, 2020 - 236 с.